# Samsung Galaxy Tab S6
O Samsung Galaxy Tab S6 e o Samsung Galaxy Tab S6 5G são tablets baseados em Android concebidos, desenvolvidos e comercializados pela Samsung Electronics. O Galaxy Tab S6 foi anunciado em 31 de julho de 2019 e o Galaxy Tab S6 5G foi anunciado em 29 de janeiro de 2020.

## Design
O Samsung Galaxy Tab S6 é fabricado com uma estrutura de alumínio e uma parte traseira de plástico para o ecrã. O dispositivo está disponível em Mountain Grey, Cloud Blue e Rose Blush. Tem altifalantes estéreo com afinação AKG. Uma porta USB-C é utilizada para carregar e ligar outros acessórios.

## Especificações

### Hardware
O Samsung Galaxy Tab S6 utiliza o sistema de chip Qualcomm Snapdragon, com 4GB, 6GB ou 8GB de RAM e 64GB, 128GB, 256GB de armazenamento interno UFS 3.0 não expansível.
O Samsung Galaxy Tab S6 tem uma bateria de 7040 mAh e é capaz de carregar rapidamente até 15W.
O Samsung Galaxy Tab S6 possui um ecrã Super AMOLED de 10,5 polegadas com 2560 x 1600. O ecrã tem um rácio de aspeto de 16:10.
O Samsung Galaxy Tab S6 inclui duas câmaras traseiras. O sensor de 13 megapixéis com lente grande angular de 26 mm f/2.0, enquanto a lente ultra grande angular f/2.2 tem um sensor de 12 megapixéis; a câmara frontal utiliza um sensor de 8 megapixéis. É capaz de gravar vídeo 4K a 30 fps.

### Software
O Galaxy Tab S6 tem o Android Pie com One UI 1.5.